# Les Petits Métiers de Paris
 (juillet 2025).
Pour plus de détails, voir Fiche technique et Distribution.
Les Petits Métiers de Paris est un film documentaire français de court métrage réalisé par Pierre Chenal, tourné en 1931 et sorti en 1932. 

## Synopsis
Une présentation des métiers disparus dont l'exercice constituait un aspect pittoresque de la vie dans les quartiers de Paris.

## Fiche technique
- Titre : Les Petits Métiers de Paris
- Réalisation et scénario : Pierre Chenal
- Commentaire : Pierre Mac Orlan
- Photographie : Pierre Chenal
- Montage : Pierre Chenal
- Musique : Paul Devred
- Production : Studio Apollo
- Pays d'origine :  France
- Format : Noir et blanc - Son mono  - 35 mm - cadre : 1 × 1,37
- Genre : Documentaire
- Durée : 20 minutes
- Date de sortie en France : 1932

## Distribution
- Pierre Mac Orlan : voix

## Dates et lieux de tournage
- Le film a été tourné en septembre et octobre 1931 à Paris dans les lieux suivants :
- Île Saint-Louis
- Berges de la Seine
- Montmartre
- Montparnasse
- Hippodrome d'Auteuil